# Branislav Fodrek
Branislav Fodrek (5 de febrero de 1981; Bratislava, Checoslovaquia) es un entrenador de fútbol eslovaco y excentrocampista. Es el entrenador de la selección nacional sub-18 de Eslovaquia.

## Carrera
Inició en el mundo del fútbol en Prievoz, cuando jugaba en el Rapid Bratislava. Posteriormente pasó al SK Slovan Bratislava y continuó su carrera en el equipo FC Artmedia Petržalka. La mayoría de las veces usó el número 20 en su camiseta. Juega como mediocampista ofensivo. En el partido de vuelta de la tercera ronda preliminar de la Liga de Campeones, marcó un gol contra el club italiano Juventus FC en los primeros minutos.  Jugó su primer partido con el Dunajská Streda el 31 de marzo de 2012, cuando reemplazó a Tchami en el minuto 58 del partido de la jornada 24 contra el Dukla Banská Bystrica.
Con Artmedie, fue dos veces campeón de la máxima liga eslovaca, ganó una vez la Copa de Eslovaquia y la Supercopa, participó en la Liga de Campeones de la UEFA y la Copa de la UEFA.